# Ендо Ясухіто
Ендо Ясухіто (яп. 遠藤 保仁, нар. 28 січня 1980, Каґошіма) — японський футболіст, півзахисник клубу «Гамба Осака». Рекордсмен національної збірної Японії за кількістю офіційних ігор у її складі.

## Клубна кар'єра
У дорослому футболі дебютував 1998 року виступами за команду клубу «Йокогама Флюгелс», в якій провів один сезонів, взявши участь у 16 матчах чемпіонату.
Своєю грою за цю команду привернув увагу представників тренерського штабу «Кіото Санга», до складу якого приєднався 1999 року. Відіграв за команду з Кіото наступні два сезони своєї ігрової кар'єри. Більшість часу, проведеного у складі «Кіото Санга», був основним гравцем команди.
До складу клубу «Гамба Осака» приєднався 2001 року. Разом з клубом він завоював безліч трофеїв, серед яких титул чемпіона Японії, Кубок Джей-ліги, Суперкубок Японії, Кубок Імператора та перемога в Лізі чемпіонів АФК. Крім того Ендо 7 разів поспіль, з 2003 по 2009 рік, входив до символічної збірної Джей-ліги. В 2008 році був визнаний футболістом року в Японії, а в 2009 — в Азії. Також ставав найкращим гравцем Ліги чемпіонів АФК у 2008 році.
Наразі встиг відіграти за команду з Осаки 366 матчів в національному чемпіонаті.

## Виступи за збірні
Протягом 1998–1999 років залучався до складу молодіжної збірної Японії у складі якої 1999 року був учасником молодіжного чемпіонату світу в Нігерії, на якому здобув з командою срібні нагороди. Всього на молодіжному рівні зіграв у 18 офіційних матчах, забив 1 гол.
20 листопада 2002 року дебютував в офіційних матчах у складі національної збірної Японії в товариській грі проти збірної Аргентини. 
У складі збірної був учасником двох чемпіонатів світу (2006 року у Німеччині та 2010 року у ПАР), трьох кубків конфедерацій (2003 року у Франції, 2005 року у Німеччині та 2013 року у Бразилії), і трьох кубків Азії( 2004 року у Китаї, здобувши того року титул переможця турніру, 2007 року у Південно-Східній Азії, та 2011 року у Катарі, здобувши ще один титул переможця турніру).
12 жовтня 2010 року Ендо став четвертим гравцем, який провів 100 матчів за збірну Японії. Сталося це в товариському матчі зі збірною Південної Кореї. 16 жовтня 2012 року Ендо став гравцем, який провів найбільше матчів за Японію. Цього дня в товариському матчі проти збірної Бразилії він провів сто двадцять третю гру за збірну, перевершивши Масамі Іхару, рекорд якого був 122 матчі.
Наразі провів у формі головної команди країни 152 матчі, що є найкращим показником серед гравців японської збірної, забив при цьому 15 голів.

## Статистика
Статистика виступів у національній збірній.
| Збірна Японії | Збірна Японії | Збірна Японії |
| Роки          | Ігри          | голи          |
| ------------- | ------------- | ------------- |
| 2002          | 1             | 0             |
| 2003          | 11            | 1             |
| 2004          | 16            | 2             |
| 2005          | 8             | 0             |
| 2006          | 8             | 0             |
| 2007          | 13            | 1             |
| 2008          | 16            | 3             |
| 2009          | 12            | 0             |
| 2010          | 15            | 2             |
| 2011          | 13            | 0             |
| 2012          | 11            | 1             |
| 2013          | 16            | 2             |
| 2014          | 8             | 2             |
| 2015          | 4             | 1             |
| Усього        | 152           | 15            |

## Титули і досягнення
- Клубні: 
  - Чемпіон Японії: 2005, 2014
  - Володар Кубка Джей-ліги: 2007, 2014
  - Володар Суперкубка Японії: 2007, 2015
  - Переможець Ліги чемпіонів АФК: 2008
  - Володар Кубка Імператора: 1998, 2008, 2009, 2014, 2015
- У складі збірної: 
  - Фіналіст молодіжного чемпіонату світу: 1999
  - Чемпіон Азії: 2004, 2011
- Особисті: 
  - Футболіст року в Японії: 2008
  - у символічній збірній Джей-ліги  (7) : 2003, 2004, 2005, 2006, 2007, 2008, 2009
  - Футболіст року в Азії: 2009
  - Найкращий гравець Ліги чемпіонів АФК: 2008